# 乌德马
乌德马（Udma），是印度喀拉拉邦卡薩拉果德縣的一个城镇。2001年总人口8,144。

## 人口
该地2001年总人口8,144人，其中男性3,746人，女性4,398人；0－6岁人口1,069人，其中男548人，女521人；识字率75.16%，其中男性为79.79%，女性为71.21%。